# Текка
Текка (исп. Tecka) — посёлок в департаменте Лангиньео провинции Чубут (Аргентина), административный центр департамента.

## История
Ещё в доколониальные времена это было традиционное место зимовки для местных кочевых индейских племён.